# M3装甲車
M3装甲車（M3 Scout Car、M3スカウトカー）とは、第二次世界大戦中にアメリカ軍によって使用された斥候（スカウト）用装甲車である。この車輛はまた、製造社の名前であるホワイト・モーター社にちなんでホワイト・スカウトカーとしても知られる。本車は警備、偵察、指揮、連絡、救急、砲牽引などを含む様々な任務に投入された。

## 開発経緯
設計はクリーブランドに拠点を持つホワイト・モーター社によって1937年に始められた。これは6.4mm厚の表面硬化された装甲を持った四輪駆動で、機構的には、サイドバルブガソリンエンジン、前進4速・後進1速のノンシンクロ・コンスタントメッシュ方式変速機と2速のトランスファー、リーフリジッドサスペンション、ノンアシストのステアリングなど、平凡かつ堅実なものであったが、この時代の自動車としては珍しい、真空倍力装置付きブレーキを備えていた。ホイールベースは3,300mm、トレッドは1,657mm、車輪は幅220mm、径510mmである。通常、12-plyの軍用タイヤを装備した。燃料容量は110リットルである。
原型車輛は64輌が発注され、全車が第7騎兵旅団へ配備された。最終的にアメリカ陸軍では改良型を採用することに決定し、これをM3A1と呼称した。この新型は車体を延長し、拡幅していた。車体前面のバンパーには超壕用のローラーが取り付けられた。M3A1は最大7名の歩兵を乗せられ、火力支援として3挺の機関銃を装備した。12.7mm口径の機関銃、および2挺の7.62mm口径機関銃である。これらの兵器は車体の周囲にめぐらされたレール上を滑動できた。
M3A1の生産は1940年に始まり、1944年に終了したが、この間に20,918輌が生産された。
本車の設計はM3ハーフトラックのような後のアメリカ軍半装軌式車輛、また戦後のソビエト連邦軍のBTR-40の設計に影響を与えている。初期のM2ハーフトラックはレール滑動式の機関銃架と装甲配置を模倣した。

## 戦歴

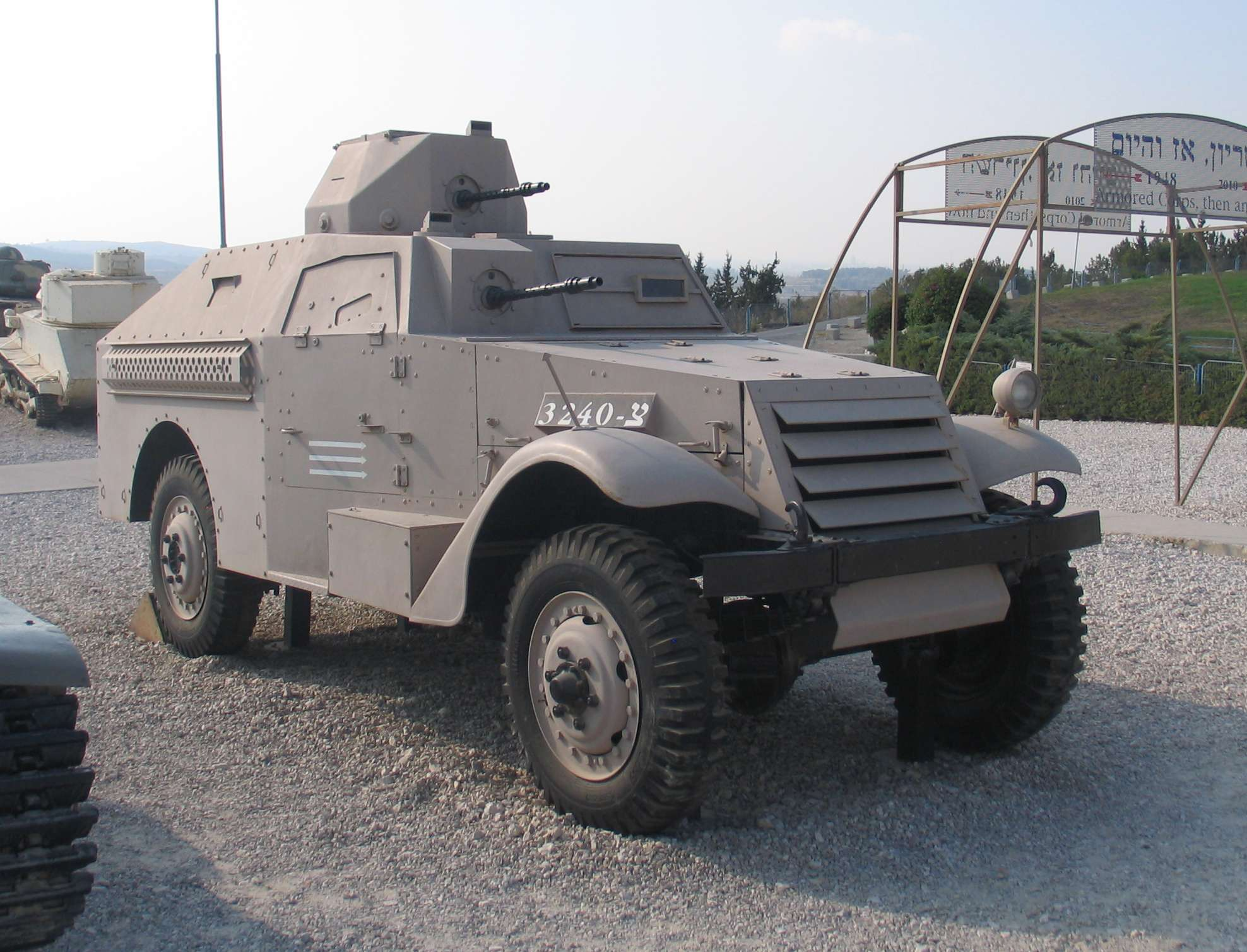
第一次中東戦争時、イスラエルで使用された改造型。

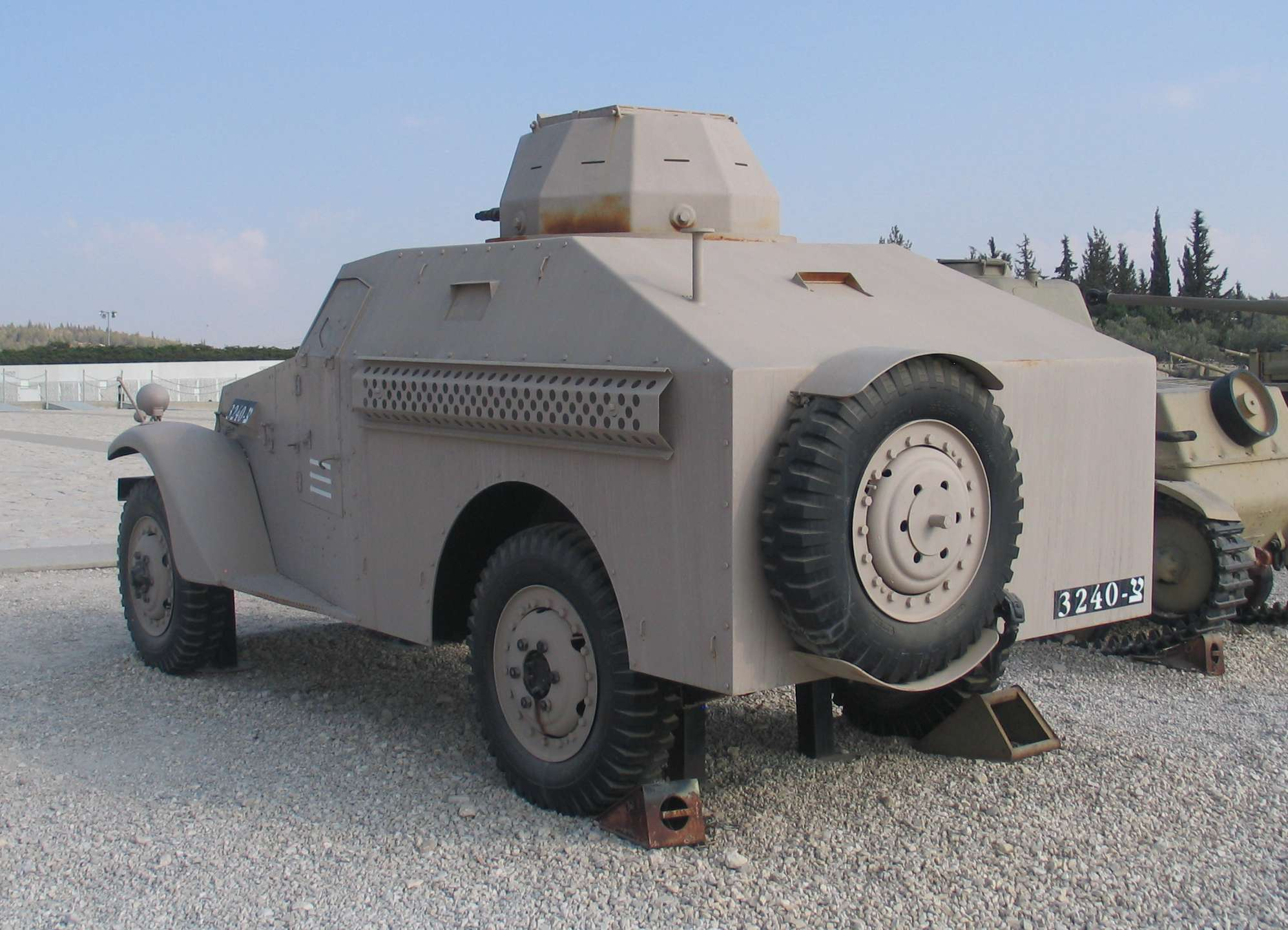
イスラエル仕様の後部。本車はラトルン戦車博物館に展示されている。

移動方法が馬から自動車に変わっても、騎兵の任務は伝統的に偵察と索敵で、本車は主にアメリカ陸軍の騎兵隊部隊が装備した。また高性能無線機を搭載して装甲指揮車としても使用された。
M3A1の最初の戦闘は1941年から1942年のフィリピン戦であり、その後北アフリカ戦線とシチリア侵攻にも投入された。1943年の中期、本車は設計に起因する防御力の脆弱さ、砲を持たないが故の火力の不足、貧弱な路外走行能力などから前線から引き上げられ、大多数のアメリカ陸軍の部隊はM3A1からM8グレイハウンド装甲車またはM20装甲車、あるいはM3ハーフトラックへ装備改編した。しかしながら少数のM3A1が部隊に保持され、ノルマンディー上陸作戦にも投入された。また太平洋戦線においてはアメリカ海兵隊でも使用された。ただし戦闘には全く投入されていない。
M3A1はまた、レンドリース法によってソ連赤軍に供給された（3,034両。これらの車輌は最終的に1947年まで軍務に投入された）ほか、イギリス、自由フランス軍、ベルギー、チェコスロバキア、ポーランド軍の部隊に供給された。戦後、多数の車輌がアジアやラテンアメリカ諸国へ払いさげられた。ソ連赤軍では本車は通常、偵察車輌として用いられたが、それを支援する偵察砲兵部隊のZiS-3 76mm野砲牽引車としても用いられた他、戦争を通じて広範な任務に充てられた。イギリス軍と自由フランス軍においてM3A1は砲兵観測車として使用されたほか、救急車、捜索任務に用いられた。
戦後、M3A1は1948年の第一次中東戦争でイスラエル国防軍に用いられた。いくつかのM3A1は戦闘室を完全装甲化し、旋回式の銃塔を設け、ドイツ製のMG34機関銃を銃塔と助手席に装備し、サンドイッチ装甲車と呼ばれる即製の改造装甲戦闘車輌として用いられた。フランスではM3A1を第一次インドシナ戦争およびアルジェリア戦争に投入した。1990年代後半、唯一軍務に本車を投入していたのはドミニカ共和国であった。

## 使用国
- オーストラリア
- ベルギー
- ブラジル
- カンボジア
- 中華民国
- 中華人民共和国
- カナダ
- チリ
- チェコスロバキア
- ドミニカ共和国
- フランス
- ギリシャ
- イスラエル

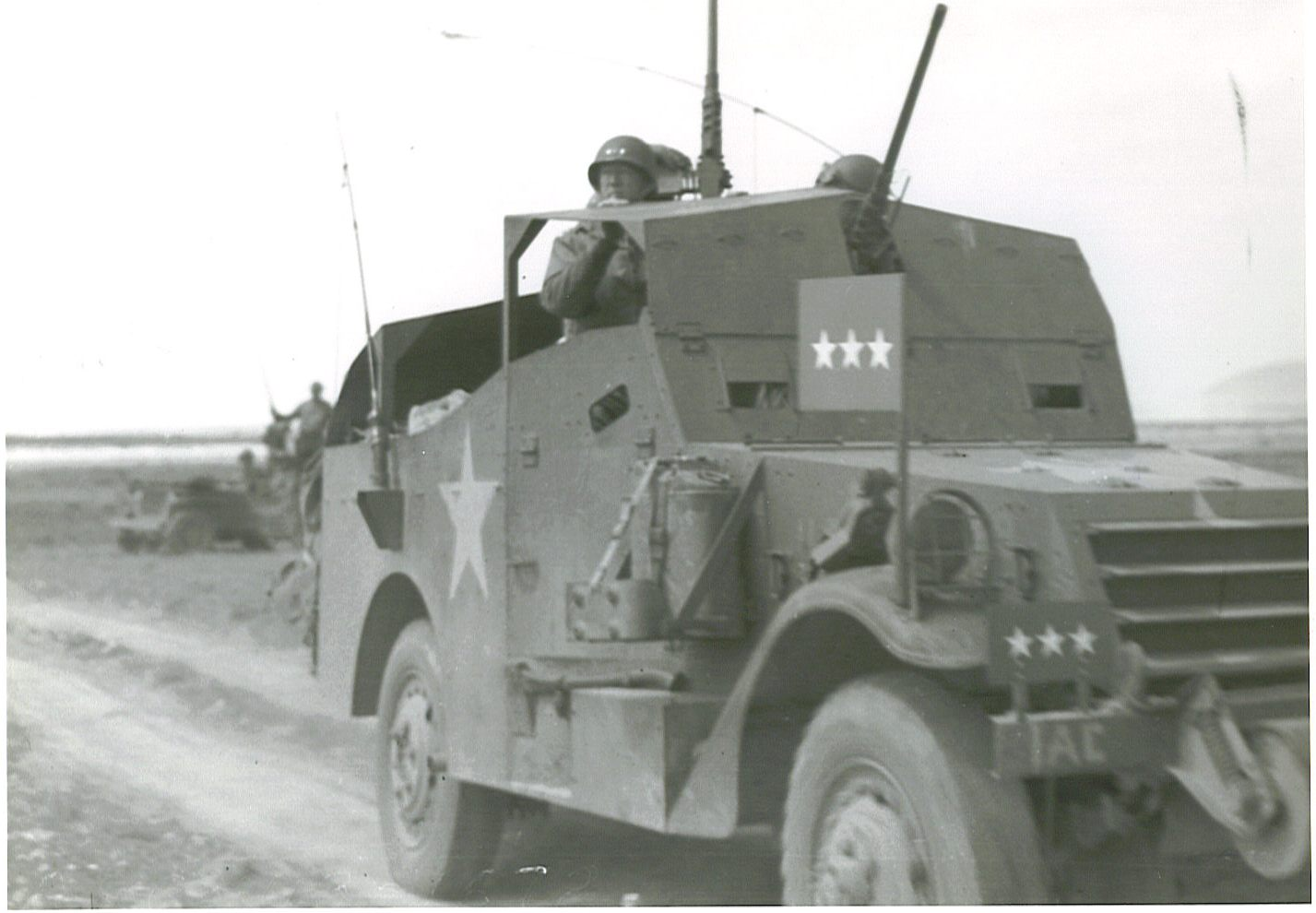
パットン将軍の搭乗車。

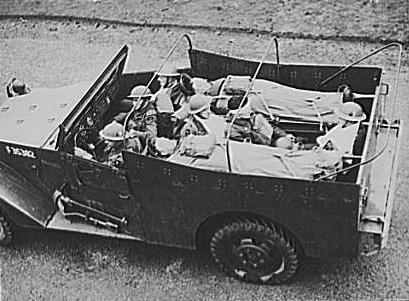
救急車に改造された車輛。

- レバノン - 憲兵隊およびレバノン空軍が使用。1949年から1959年まで装備された。
- ラオス
- マダガスカル - 2023年時点で、マダガスカル陸軍が推定20両のM3A1を保有している[3]。
- ノルウェー
- フィリピン
- ポーランド
- ポルトガル
- ベトナム共和国
- イギリス
- アメリカ合衆国
- ソビエト連邦
- ユーゴスラビア
- ほか、ザイール国が使用。

## 派生型

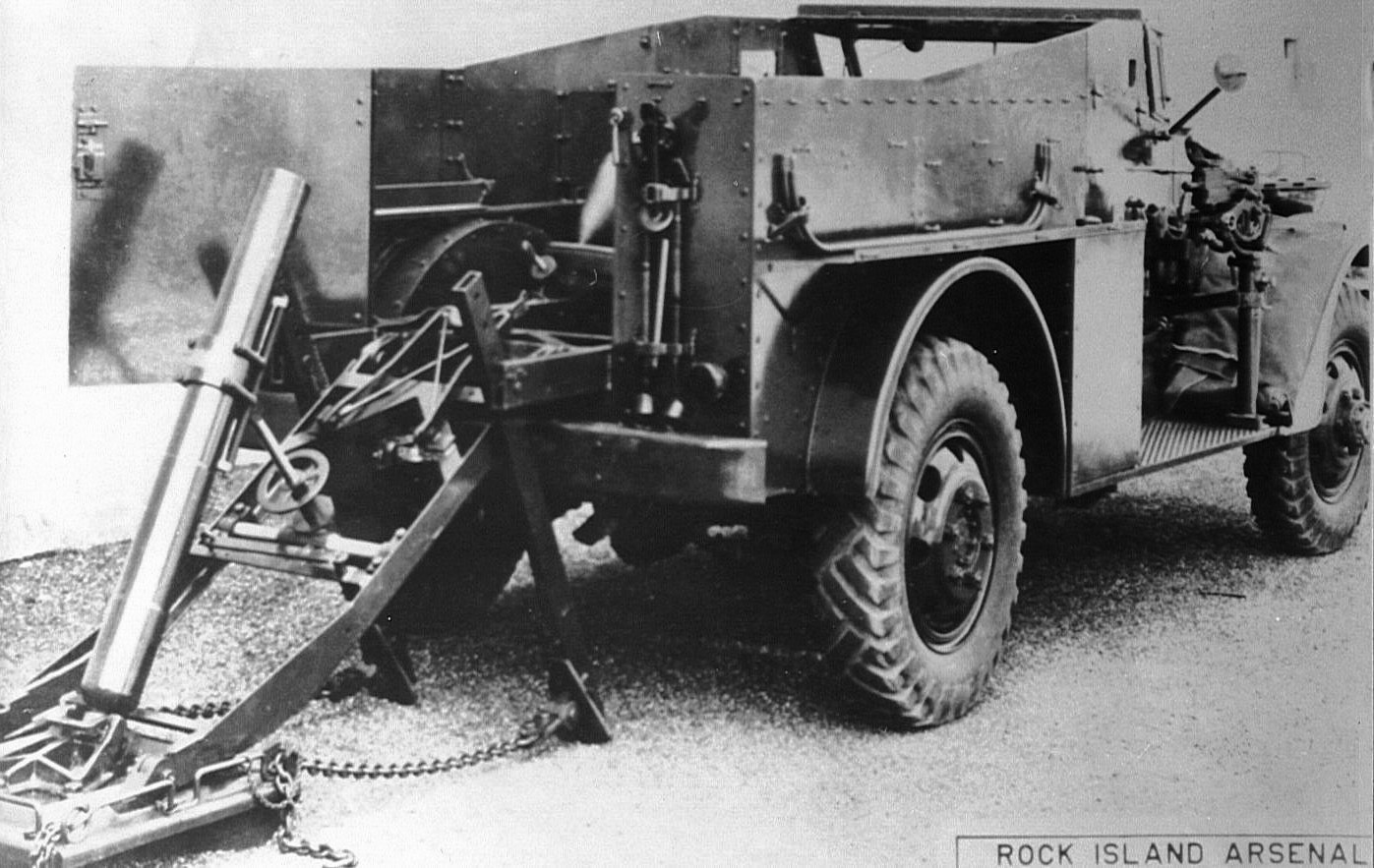
T5E1迫撃砲搭載型。極少数が試作された。

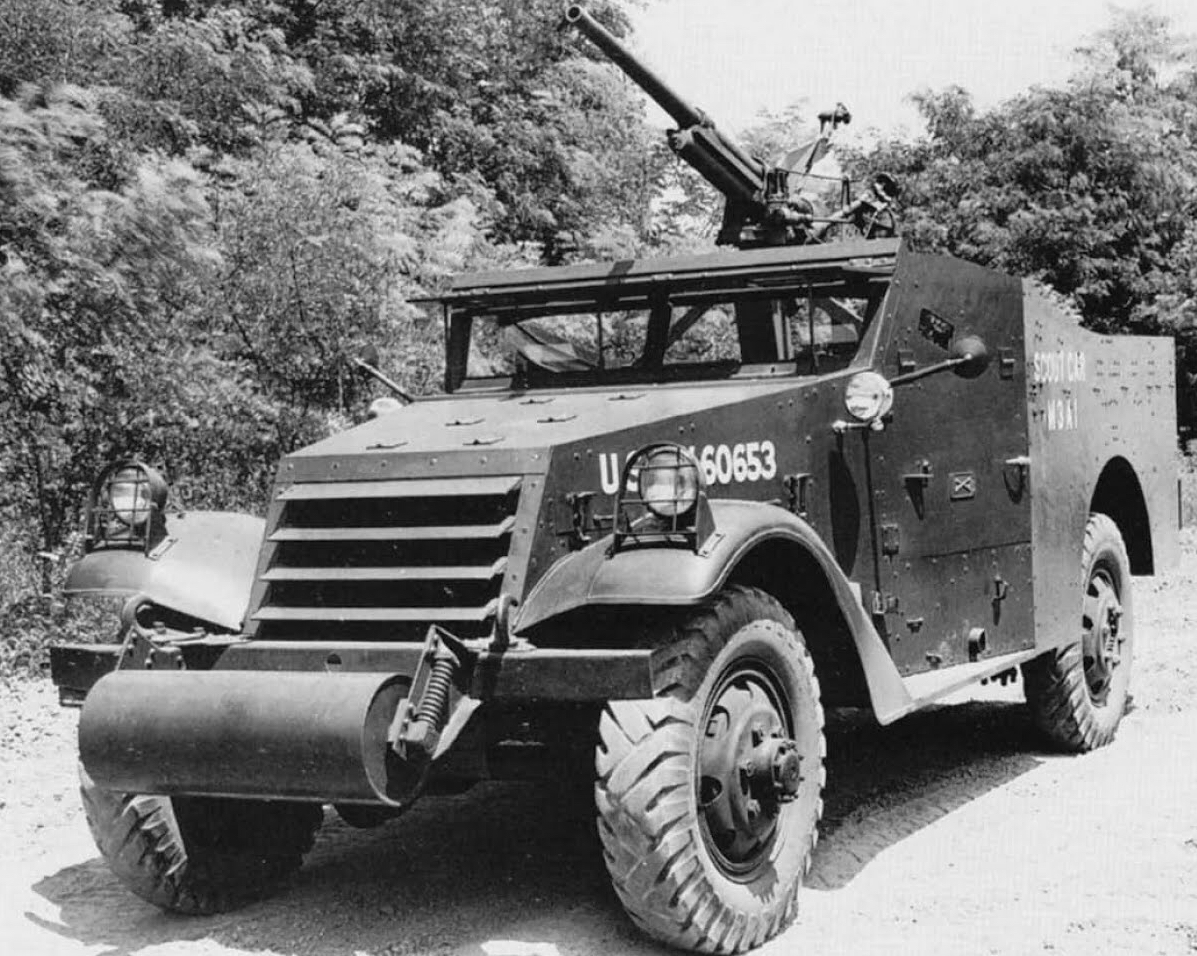
37mm M3対戦車砲を搭載したM3A1E3

M3(1938)
原型車輛。64輌生産。
M3A1(1941)
車体を大型に拡張。
M3A1E1
ディーゼルエンジンを装備。100輌生産。
M3A1E2
装甲化された天井を装備。
M3A1E3
T6/M25に装備された37mm M3対戦車砲を搭載。量産に至らず。
M3A1 Command Car (1943)
増強された装甲を持つ。12.7mmブローニングM2重機関銃を装備。